# Denemarken op het Junior Eurovisiesongfestival
Denemarken nam driemaal deel aan het Junior Eurovisiesongfestival: in 2003, 2004 en 2005. 

## Geschiedenis
Denemarken organiseerde het allereerste Junior Eurovisiesongfestival in 2003 in Kopenhagen. Het idee van het festival was echter gebaseerd op een Scandinavisch kinderfestival genaamd Melodi Grand Prix Nordic waar het land samen met Zweden en Noorwegen aan deelnam. 
De eerste Deense vertegenwoordiger werd Anne Gadegaard met het liedje Arabiens drøm. Het leverde een vijfde plaats op. Die plaats werd in 2004 geëvenaard door Cool Kids met het liedje Pigen er min. 
Denemarken stuurde Nicolai Kielstrup naar Hasselt in 2005 met het liedje Shake, shake, shake. Dit leverde het land zijn beste prestatie op: een vierde plaats. 
In 2006 besloten Denemarken en Noorwegen om zich samen terug te trekken van het festival. De reden hiervoor was dat het festival te veel druk zou opleggen voor de kinderen en dat het niet kindvriendelijk zou zijn, want vooral volwassenen zouden de punten geven. Denemarken zond echter het festival nog wel uit.

## Lijst van Deense deelnemers
| Jaar | Artiest           | Lied              | Plaats | Punten | Taal            |
| ---- | ----------------- | ----------------- | ------ | ------ | --------------- |
| 2003 | Anne Gadegaard    | Arabiens drøm     | 5      | 93     | Deens           |
| 2004 | Cool Kids         | Pigen er min      | 5      | 116    | Deens           |
| 2005 | Nicolai Kielstrup | Shake shake shake | 4      | 121    | Deens en Engels |

| Kleur | Betekenis      |
| ----- | -------------- |
|       | Eerste plaats  |
|       | Tweede plaats  |
|       | Derde plaats   |
|       | Laatste plaats |
|       | Gastland       |

## Gegeven en gekregen punten
| Plaats | Land                | Punten |
| ------ | ------------------- | ------ |
| 1      | Verenigd Koninkrijk | 25     |
| 2      | Noorwegen           | 22     |
| 2      | Spanje              | 22     |
| 4      | Malta               | 19     |
| 5      | Kroatië             | 18     |

| Plaats | Land            | Punten |
| ------ | --------------- | ------ |
| 1      | Noorwegen       | 32     |
| 1      | Zweden          | 32     |
| 3      | Noord-Macedonië | 27     |
| 4      | Spanje          | 26     |
| 5      | Griekenland     | 20     |

## Twaalf punten
(Een vetgedrukte editie betekent dat het land die editie won.)
| Aantal | Land                | Edities |
| ------ | ------------------- | ------- |
| 1      | Noorwegen           | 2005    |
| 1      | Spanje              | 2004    |
| 1      | Verenigd Koninkrijk | 2003    |

| Aantal | Land            | Edities    |
| ------ | --------------- | ---------- |
| 2      | Noorwegen       | 2004, 2005 |
| 1      | Noord-Macedonië | 2005       |
| 1      | Spanje          | 2003       |
| 1      | Zweden          | 2003       |

## Festivals in Denemarken
| Jaar | Plaats     | Zaal            | Presentatoren            |
| ---- | ---------- | --------------- | ------------------------ |
| 2003 | Kopenhagen | Forum København | Camilla Ottesen en Remee |